# Desmond Titterington
Desmond Titterington, britanski dirkač Formule 1, * 1. maj 1928, Cultra, County Down, Severna Irska, Združeno kraljestvo, † 13. april 2002, Dundee, Škotska, Velika Britanija.
Desmond Titterington je pokojni dirkač Formule 1. V svoji karieri je nastopil le na domači dirki za Veliko nagrado Velike Britanije v sezoni 1956, ko je z dirkalnikom Connaught Type B odstopil v štiriinsedemdesetem krogu zaradi okvare motorja. Umrl je leta 2002.

## Popolni rezultati Formule 1
(legenda) (odebeljene dirke pomenijo najboljši štartni položaj, poševne pa najhitrejši krog, †-uvrščen kljub odstopu)
| Leto | Moštvo                | Šasija           | Motor           | 1   | 2   | 3   | 4   | 5   | 6      | 7   | 8   | Prv | Toč |
| ---- | --------------------- | ---------------- | --------------- | --- | --- | --- | --- | --- | ------ | --- | --- | --- | --- |
| 1956 | Connaught Engineering | Connaught Type B | Alta Straight-4 | ARG | MON | 500 | BEL | FRA | VB Ret | NEM | ITA | -   | 0   |